# Jérôme Vallée
Pour les articles homonymes, voir Vallée (homonymie).
Pas d'image ? Cliquez ici

a Compétitions nationales et continentales officielles uniquement.

Dernière mise à jour le 18 janvier 2011.
Jérôme Vallée, né le 19 avril 1976 à Royan (Charente-Maritime), est un ancien joueur français de rugby à XV qui a évolué au poste de troisième ligne aile au sein de l'effectif du Montpellier Hérault rugby.
Après 12 saisons et plus de 300 matchs joués sous le maillot montpelliérain avec lequel il a remporté le titre de champion de France de Pro D2 en 2003, il met un terme prématuré à sa carrière au cours de la saison 2010-2011 à la suite d'un lumbago qui le handicape depuis plusieurs mois.
Resté dans l'Herault, il devient agent d'assurance pour le groupe AXA.

## Palmarès
- Équipe de France A : 3 sélections en 2005 (Italie A, Irlande A et Tonga) et 1 en 2006 (Italie A)
- Champion de France de Pro D2 en 2003 avec Montpellier
- Champion d'Europe en 2004 avec Montpellier
- Finaliste du Top 14 avec Montpellier